# Paratrichocladius rufiventris
Paratrichocladius rufiventris är en tvåvingeart som först beskrevs av Johann Wilhelm Meigen 1830.  Paratrichocladius rufiventris ingår i släktet Paratrichocladius och familjen fjädermyggor. Arten är reproducerande i Sverige. Inga underarter finns listade i Catalogue of Life.